# Збігнев Сцибор-Рильський
Збігнев Сцибор-Рильський (пол. Zbigniew Ścibor-Rylski, 10 березня 1917 — 3 серпня 2018) — польський бригадний генерал та авіатор, який був учасником Варшавського повстання під час Другої світової війни. Бувши офіцером польських ВПС, воював із 1940 року в лавах польського руху опору, піднімаючись щаблями військової кар'єри в Армії Крайовій.
Сцибор-Рильський пішов у відставку у званні бригадний генерал Польських сухопутних військ, був нагороджений кількома польськими нагородами, в тому числі Virtuti Militari. Був головою Асоціації варшавських повстанців.

## Біографія

### Дитинство та юність

Марія і Оскар Сцибор-Рильські, батьки Збігнєва

Остоя

Збігнев Сцибор-Рильський народився у розпал Першої світової війни, у селі Бровки Перші, на південний схід від Житомира, і на південний захід від Києва, в сучасній Україні, яка на той час була частиною Російської імперії. Він належав до польської аристократичної (шляхта) родини герба Остоя, будучи сином Оскара Сцибора-Рильського та Марії Раціборовської. Розташований на території, контрольованій на той час під Російським Тимчасовим урядом, Бровки є центральним ключовим маєтком, до якого входили Спичинці (від його бабусі Маршицької та дідуся і бабусі Рациборовських)..
У 1918 році, через рік після Жовтневої революції в Росії, він втік з сім'єю в Білу Церкву, Волинь, а потім у Київ. Після наступу на Київ (1920) польських військ під керівництвом Едварда Сміглого-Риджа в 1920 році Сцибор-Рильський виїхали до нової незалежності Польської Республіки. Вони оселилися в Люблінському воєводстві, спочатку в Студзянках, потім у Звежинці (поблизу Замостя), де його батьку Оскару було запропоновано посаду в графстві Мавриція Клеменса Замойського.
Саме у Звежинці Сцибор-Рильський провів свої дитячі роки, залишаючись там до 1935 року. Він відвідував загальноосвітню школу в Замості, а потім, після четвертого курсу, гімназію родини Сулковських недалеко від Лешно, яку закінчив у 1936 році. Незабаром після цього він пройшов авіаційну кадетську школу в технічній групі у Варшаві, перед якою пройшов курс планеризму в Устянові. Спочатку навчався на «Wrony» та «Salamandry» в Устянові, з 1939 року він випробовував літаки в аеродинамічній трубі у Варшавському технологічному університеті, працюючи з бомбардувальником PZL.23 Karaś, винищувачі для Академії ВПС Польщі. У 1939 році він закінчив школу авіаційних курсантів на посаді інженера-кадетського сержанта, спеціалізуючись на авіаційних двигунах та обладнанні. З огляду на перший варіант подальшого авіаційного сполучення, він обрав 1-й авіаційний полк, що базувався у Варшаві

### Друга світова війна
Під час вторгнення в Польщу військ нацистської Німеччини у вересні 1939 року Сцибор-Рильський служив у 1-му авіаційному полку: 6 вересня він залишив Варшаву в ескадроні майора Владислава Прогазка. Спочатку на вантажних автомобілях, а потім пішки група прорвала німецькі лінії і відступила на схід. Вони брали участь в інших сутичках, згуртувавшись із Незалежною оперативною групою «Полісся» під командуванням бригадного генерала Францішека Клееберга. Після битви при Косі (1939) він спробував прорватися до Румунії, але його захопили в селі Кшивда. Після втечі з табору військовополонених Сцибор-Рильський повернувся до Варшави і приєднався до польського руху опору у Другій світовій війні, де його запровадив його колишній командир Прогазко. У вересні 1940 року Збігнев прийняв присягу, взявши псевдонім Станіслав. З 1940 по червень 1943 року він працював у фармацевтичній компанії Przemyslowo-Handlowe Zaklady Chemiczne Ludwik Spiess i Syn Spólka Akcyjna (нинішні фабрики Polfa). Паралельно, з 1941 року, він був бойовиком-партизаном на Східному фронті (Друга світова війна), Ковель.
Починаючи з січня 1944 року Сцибор-Рильський брав участь у боях разом із 27-ю Волинською піхотною дивізією Армії Крайової на всьому шляху просування. З липня того ж року він перебував у Варшаві, беручи участь у Варшавському повстанні в лавах батальйону «Чата 49», який базувався у тренувальному таборі «Радослав». Він був командиром роти у піхотному батальйоні  Sokół 50 .
Наприкінці війни майор Сцибор-Рильський, на той час також відомий під кодовою назвою Motyl («Метелик»), був у Ловичу. Після Другої світової війни в Європі, він повідомив підполковника Яна Мазуркевича, що вирішив припинити свою діяльність у русі опору і повернутися до цивільного життя в Познані.

### Повоєнний період
Після війни та в перші роки польського комуністичного режиму Сцибор-Рильський очолював Бюро автомобільних ремонтів Motozbyt у Познані, а потім, з 1956 року, працював у кооперативі ( Zjednoczonych Zespołach Gospodarczych INCO ). У серпні 1984 року він приєднався до Громадського комітету вшанування 40-ї річниці Варшавського повстання.
Як член Асоціації 27-ї волинської піхотної дивізії та Асоціації незалежної оперативної групи «Полісся», він також входив до ініціативної групи зі створення Музею повстання Варшави. Сцибор-Рильський також був у Почесному комітеті будівництва музею. Він був одним із тих, хто підписав протест проти будівлі варшавського пам'ятника жертвам різанини на Волині у формі, запропонованій Мар'яном Конечним. З 1 грудня 2004 року він є членом Розділу ордену  Virtuti Militari .

### Приватне життя
У Збігнева Сцибора-Рильського було три сестри: Каліна, Ева, Данута. Він був одружений з Зофією Кочанською (також відомою як "польська підпільна розвідка «Марі Спрінгер»).

## Рейтинги
- Лейтенант — 4 вересня 1939 року
- Перший лейтенант — 1943 рік
- Капітан — 28 серпня 1944 року
- Майор — 2 жовтня 1944 року
- Полковник в запасі — після війни
- Бригадний генерал у запасі — 7 травня 2005 року

## Нагороди та відзнаки
- Virtuti Militari, Срібний хрест (двічі)
- Polonia Restituta, Великий Хрест[8][9]
- Polonia Restituta, Командорський хрест із зіркою[10]
- Хрест доблесті (Польща), двічі
- Партизанський хрест
- Хрест повстання Варшави
- Медаль Pro Patria[11]
- Медаль Августа Фердинанда Вольфа — найвища нагорода Варшавської медичної асоціації, вручена Ścibor-Rylski президентом асоціації Єжи Юркевичем
- Почесний громадянин міста Варшави[12]